# 霍斯蒂夫
48°46′9″N 24°57′12″E / 48.76917°N 24.95333°E
霍斯蒂夫（羅馬化：Hostiv）是烏克蘭西部伊萬諾-弗蘭科夫斯克州伊萬諾-弗蘭科夫斯克區特盧馬奇市鎮的村莊。該村面積19.2平方公里，海拔高度296米，人口1,000，人口密度每平方公里57.5人。